# Douala I
Douala I (ou Douala Ier) est une commune d'arrondissement de la communauté urbaine de Douala, département du Wouri dans la région du Littoral Cameroun. La mairie  a pour siège le quartier Bonanjo.

## Géographie
Commune urbaine elle s'étend sur la rive gauche de l'estuaire du fleuve Wouri au centre de la communauté urbaine de Douala. Elle est limitée à l'est par la commune de Douala II, au nord la rivière Banya la sépare de Douala V. La commune de Douala Ier regroupe les quartiers du centre-ville de Douala ainsi que ses quartiers historiques. Elle est traversée de bout en bout par l'unique voie rapide de la ville et concentre les principaux boulevards de la ville.
| Douala IV        | Douala IV | Douala V   |
| Douala IV        | Douala I  | Douala III |
| Bouches du Wouri | Douala VI | Douala II  |

## Histoire
L'urbanisation du territoire de l'actuelle commune de Douala I débute sous l'administration allemande du Kamerun de 1884 à 1916. Après 1910, la ville se développe selon le plan d'urbanisme séparant par une zone libre de constructions, les zones européennes et indigènes. Les services publics et les quartiers résidentiels européens devant s'établir dans les trois quartiers de Joss, Bali et Akwa. Trois quartiers indigènes séparés par la zone tampon étant New Deido, New Akwa et New Bell.
La commune d'arrondissement de Douala I est créée en 1987 comme subdivision de la Communauté urbaine de Douala.

## Administration
Elle est dirigée par un maire depuis 1987.
| Période     | Identité                   | Parti | Notes |
| ----------- | -------------------------- | ----- | ----- |
| depuis 2007 | Jean-Jacques Lengue Malapa | RDPC  |       |
| 2002 - 2007 | Henri Ntone                |       |       |
| 1996 - 2002 | Leolin Nja Kwa             | SDF   |       |
| 1987 - 1996 | à compléter                |       |       |

## Chefferies traditionnelles

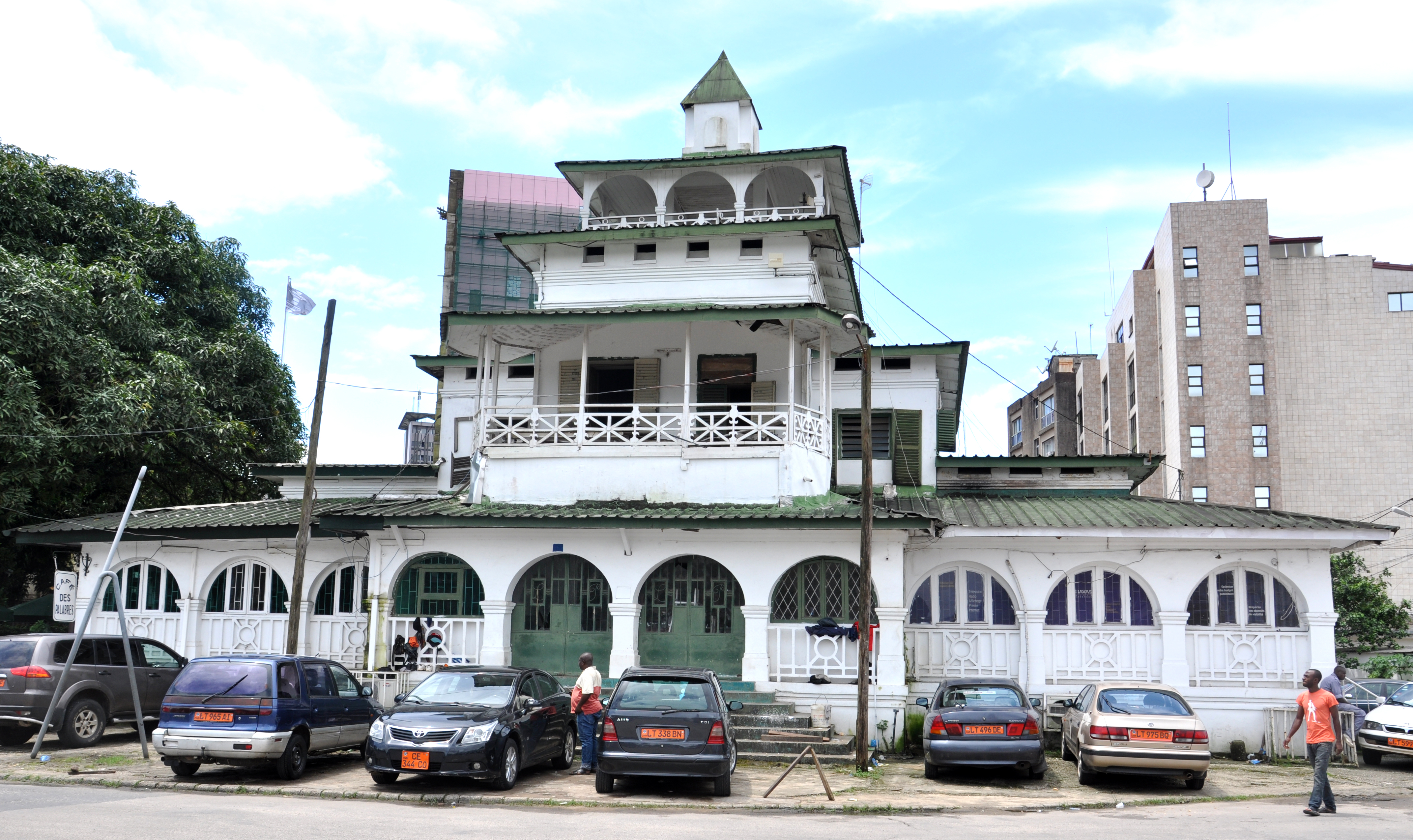
La Pagode (palais du roi Bell) à Bonanjo

L'arrondissement de Douala 1er est le siège de trois des six chefferies traditionnelles de 1er degré du département du Wouri  :
- Chefferie Akwa
- Chefferie Bell
- Chefferie Deïdo

## Quartiers

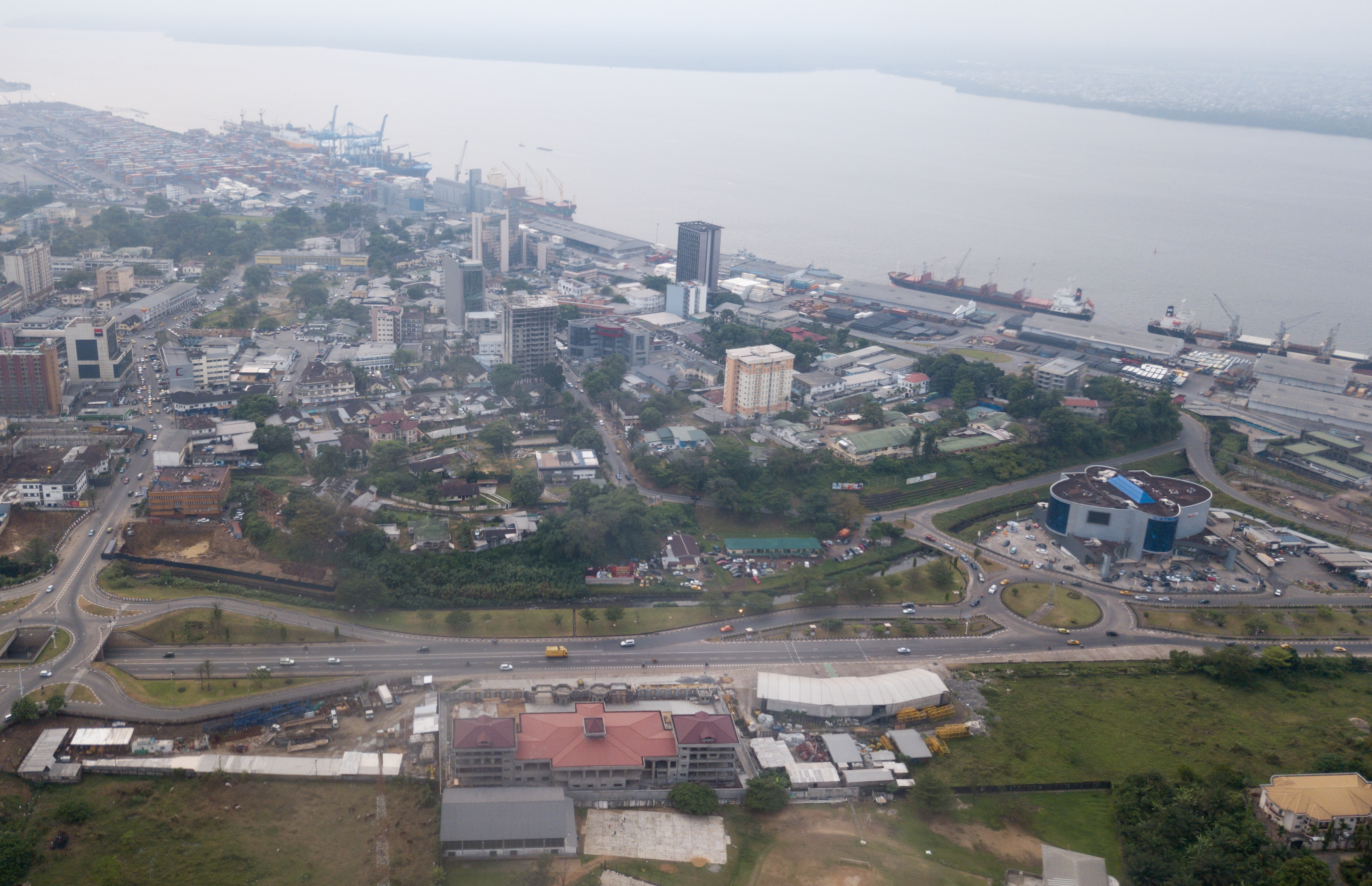
Vue aérienne de Bonanjo et du Port de Douala

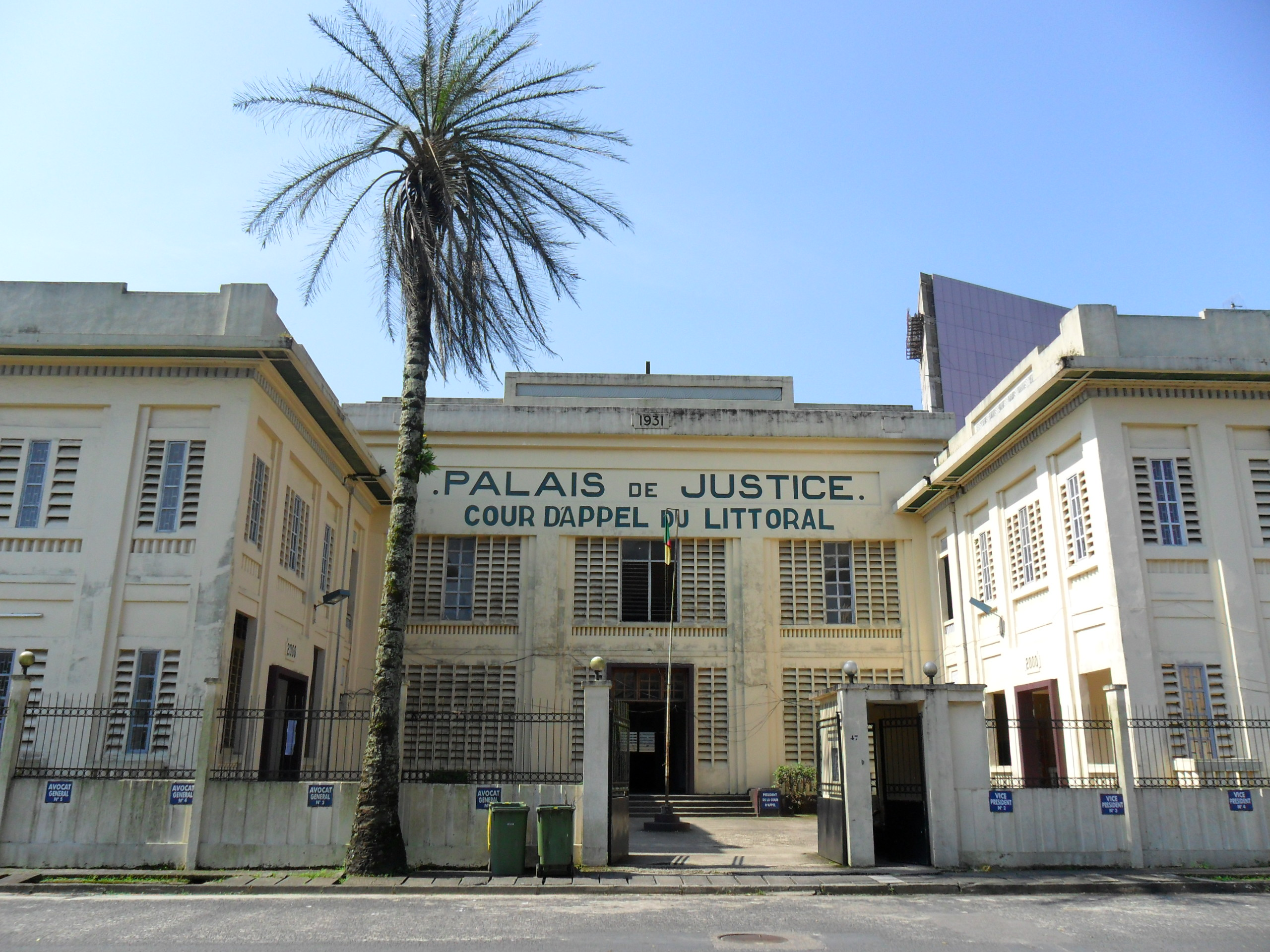
Palais de justice de Douala

La commune est constituée des quartiers et villages :
- Bali
- Bonamikengué
- Bessengué
- Bonamoudourou
- Bonabékombo
- Bonamouti-Akwa 2
- Bonadibong
- Bonamouti-Deido
- Bonadouma
- Bonanjo
- Bonadoumbè
- Bonapriso
- Bonajinjè
- Bonatéki
- Bonakouamouang
- Bonaténè
- Bonalembè
- Bonantonè
- Bonajang
- Hydrocarbures
- Bonelang
- Joss
- Bonalékè
- Koumassi
- Bonakeke Akwa
- Ngodi
- Grand Moulin
- Nkongmondo
- Nouvelle zone d'Akwa Nord
- Nouvelle zone de New-Deido

## Population

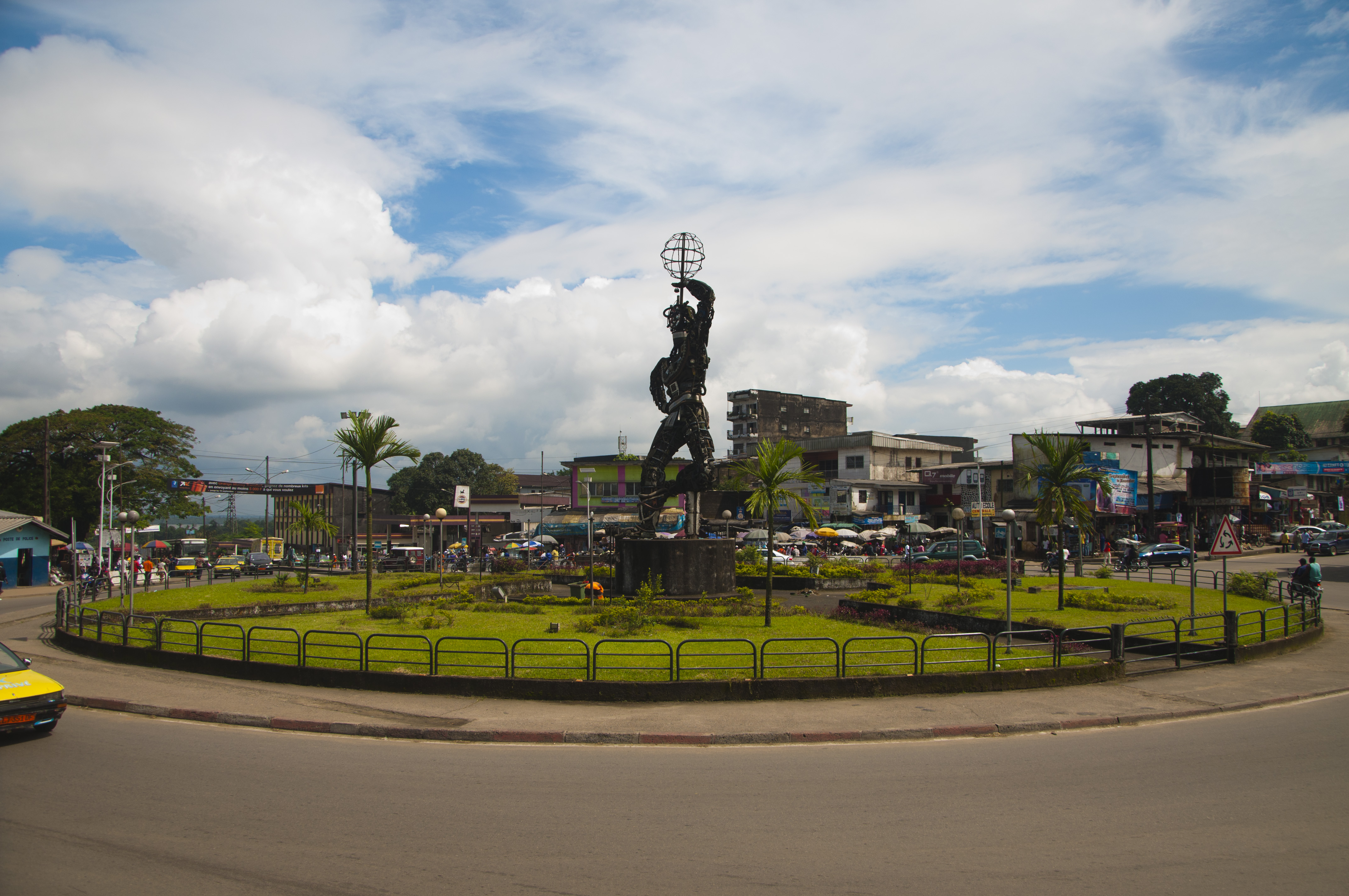
Le rond-point Deido est le point de convergence des populations des quatre coins de la ville

L'accroissement annuel de la population à 1,77%, y est plus faible que celui de la Communauté urbaine. La population de Douala I représente 20% de la ville de Douala en 1987 et 12% en 2005.

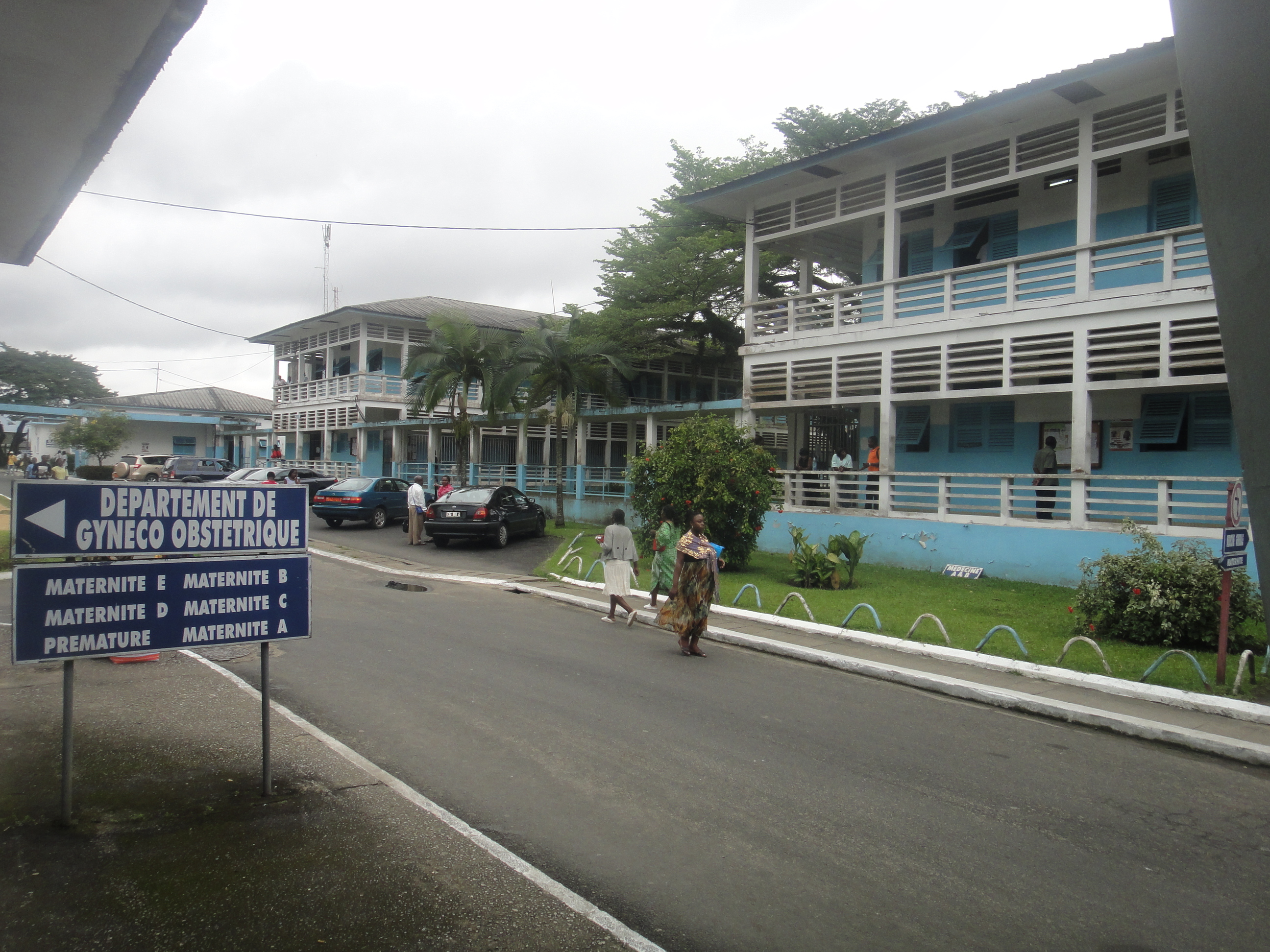
Hôpital Laquintinie de Douala

| 1987    | 2005    | 2018    |
| ------- | ------- | ------- |
| 162 869 | 223 215 | 352 275 |

## Santé
- Hôpital Laquintinie, Ngodi Akwa
- Hôpital de district de Deido
- Polyclinique IDIMED, Bonapriso

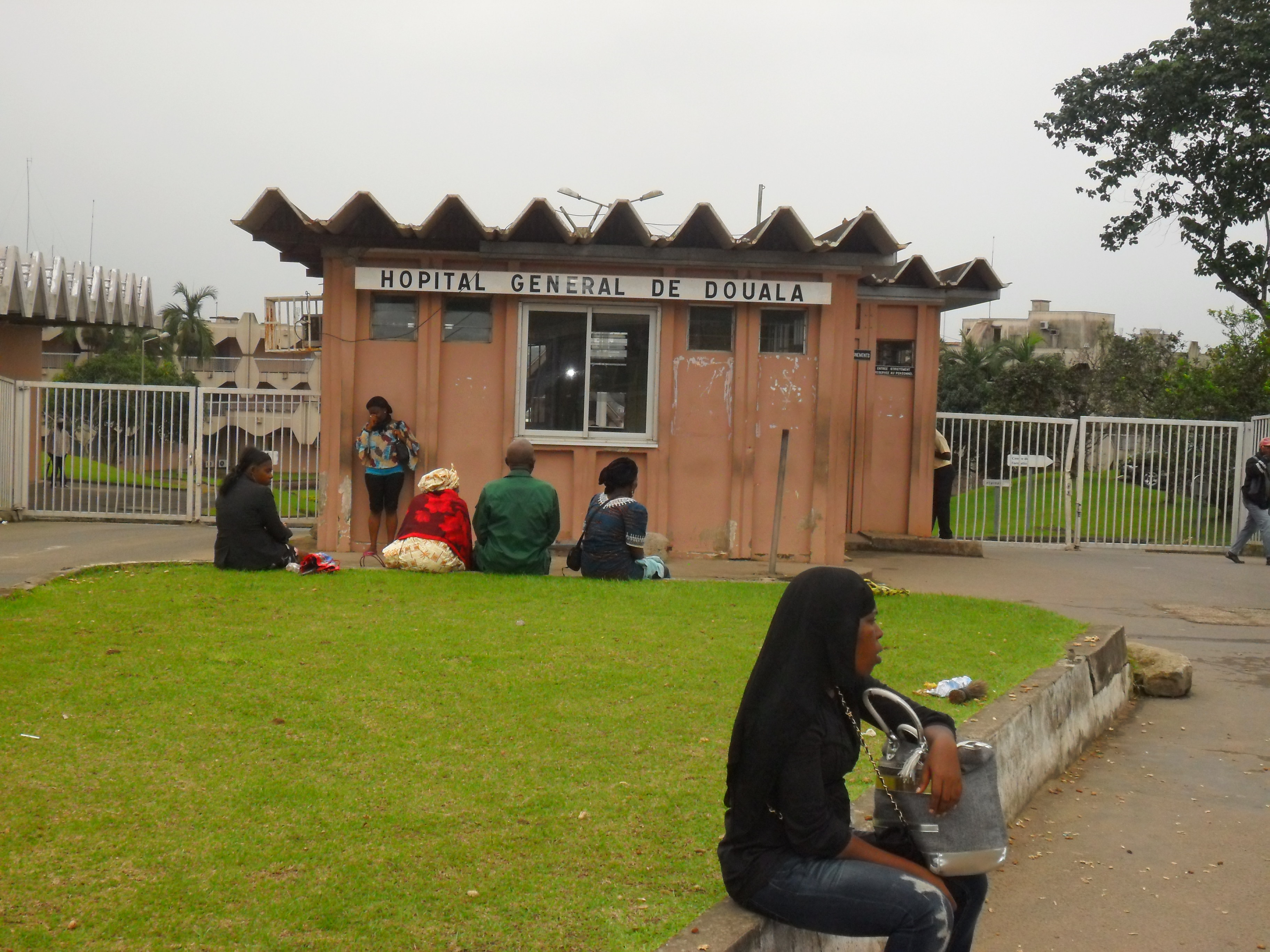
Hôpital général de Douala

- Clinique de Poitiers, vallée Bessengue
- Polyclinique Muna, Bonanjo
- Clinique des brûlés, Deido

## Éducation
L'enseignement secondaire public est assuré par quatre établissements :
- le lycée bilingue de Deido
- le lycée d'Akwa
- le lycée Joss
- le lycée d'enseignement technique de Koumassi,

## Économie
- Port autonome de Douala
- Bonanjo, quartier d'affaires et administratif
- Bourse des valeurs mobilières de l'Afrique centrale, 1389 boulevard de la Liberté
- Boulevard de la Liberté, principale artère commerçante de la ville
- Société Camerounaise de dépôts pétroliers (SCDP)
- Cimenterie Dangote
- Gare de Bessengue
- Le centre commercial L'Atrium

## Sports
L'arrondissement compte deux stades principaux : Le Stade de la Réunification construit en 1970 dans la cuvette de Bépanda a une capacité de 30 000 places ainsi que le stade Mbappé Leppé (Ex stade Akwa) construit dans les années 1950 et situé sur l'actuelle rue Joss en centre-ville.
- Léopard Sportif de Douala, club du canton Deïdo.
- Oryx Douala, club du canton Bell.
- Caïman de Douala, club du canton Akwa

## Culture
- Musée maritime de Bonanjo.

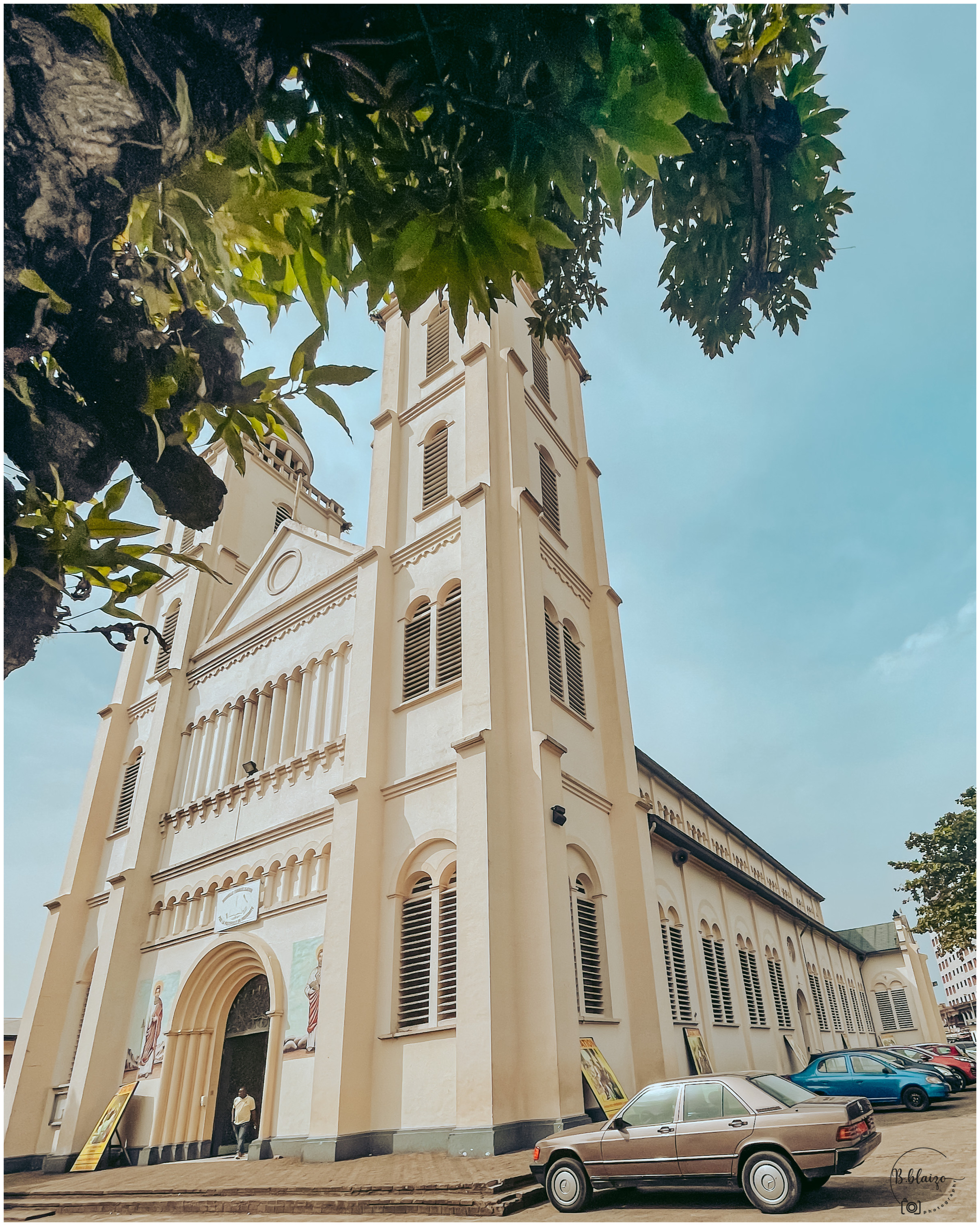
Cathédrale Saint-Pierre et Saint-Paul de Douala

- Pagode Manga Bell, palais des rois Bell.
- Palais Dika Akwa.
- Palais Dika Akwa à DoualaLa Nouvelle Liberté.
- Doual'art.
- Galerie Mam.

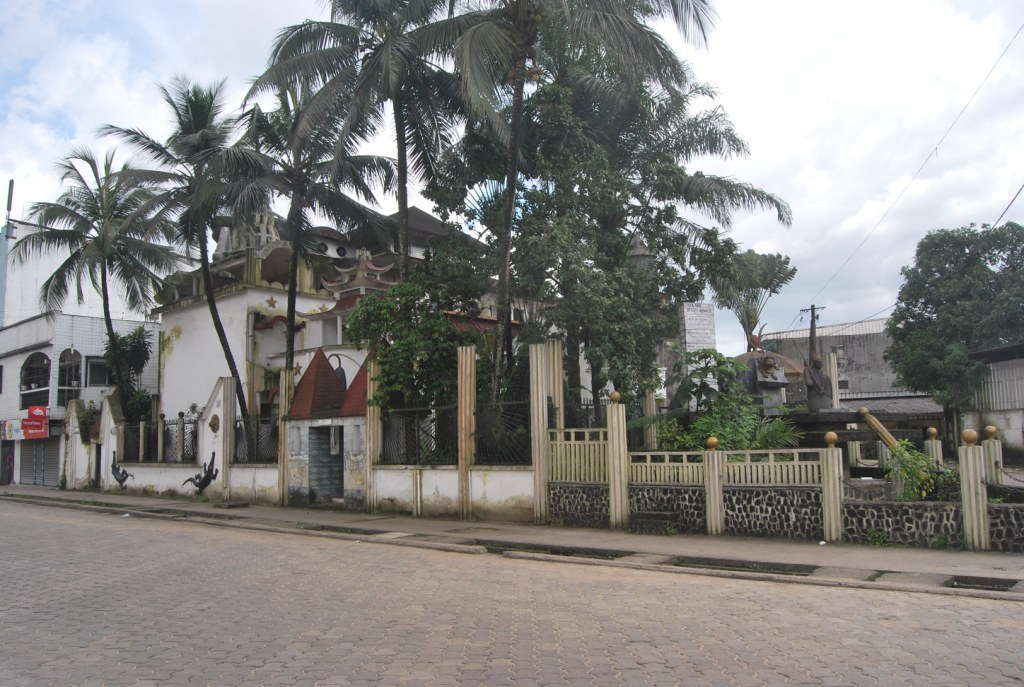
Palais Dika Akwa à Douala

- Cathédrale Saint-Pierre-et-Saint-Paul d'Akwa.
- Maison de la culture Sawa.